# Carl Brunner von Wattenwyl
Carl Friedrich Brunner von Wattenwyl (keresztneve Karl formában is használatos) (Bern, Svájc, 1823. június 13. – Kematen an der Krems, Ausztria, 1914. augusztus 24.) svájci születésű osztrák természettudós, fizikus, geológus, a bécsi távíróhivatal igazgatója, entomológus, aki a bogarak és botsáskák sok taxonját írta le.

## Élete
Az általános iskola befejezése után a természettudományokkal foglalkozott. Idejét főleg a fizikai jelenségek megfigyelésének szentelte: fizikát és geológiát tanult a genfi, berni és berlini Humboldt Egyetemen. 1846-ban megkapta filozófiadoktorátusát. 1850–55-ben fizikaprofesszor volt a berni egyetemen. 1851-ben bevezette a távírást Svájcban.
Görögországban és Törökországban tartózkodása során új egyenesszárnyúakat gyűjtött, és ebből új fajokat és alfajokat írt le.
Rovargyűjteménye a  Bécsi Természettudományi Múzeumban található.
1850-től Brunner felesége Emilie Elisa von Wattenwyl (1831–1895) volt. 1880-ban Ausztriában elnyerte a lovagi címet, 1884-ben pedig a Leopoldina Német Természettudományos Akadémia a tagjává választotta.

## Művei

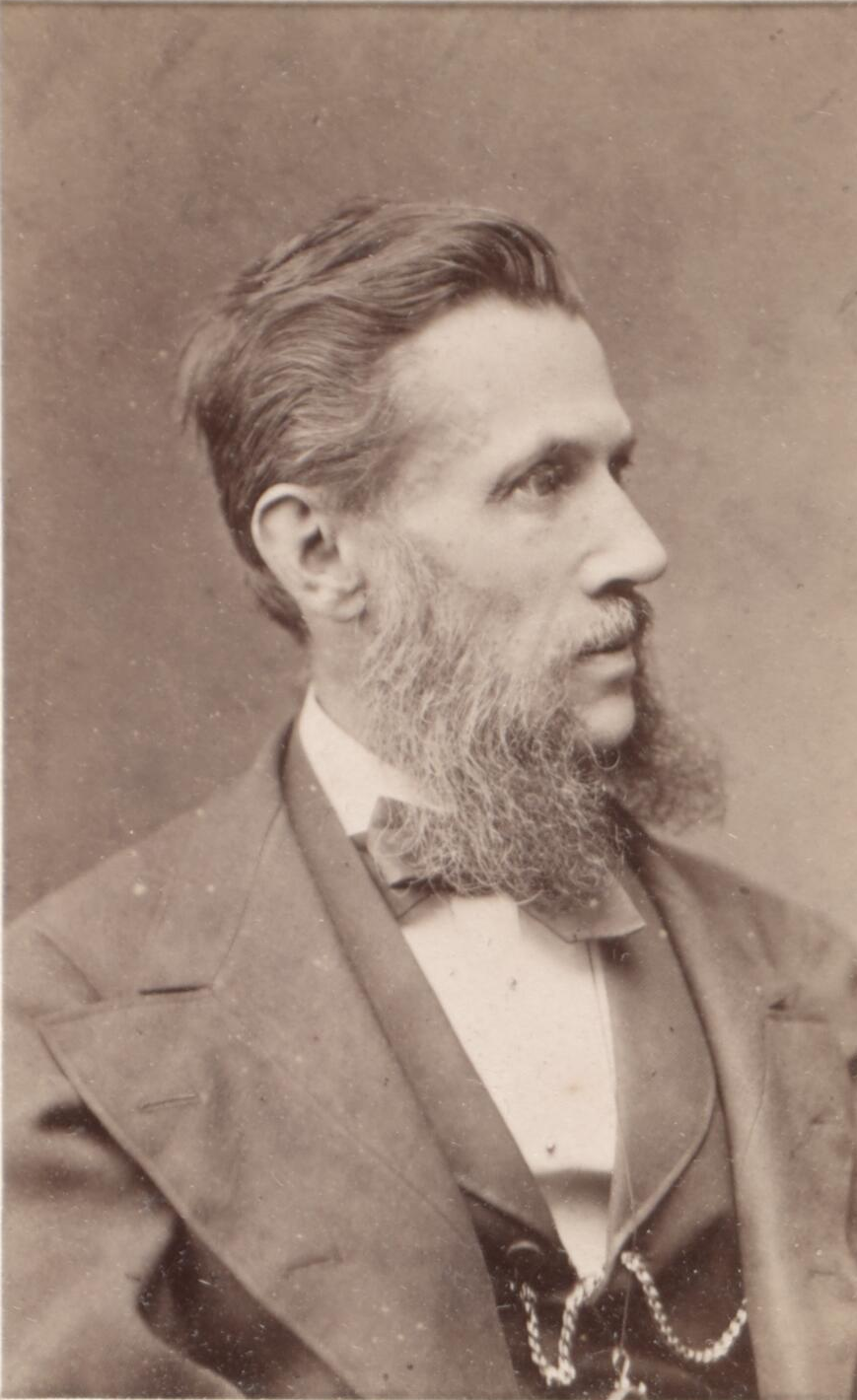
A német és osztrák tudósok fényképgyűjteményében, 1876

- Nouveau système des blattaires. Bécs, 1865 Archive
- Monographie der Phaneropteriden. Bécs, 1878 Archive
- Prodromus der Europäischen Orthopteren. Lipcse, 1882 (xxxii + 466 pp + 11 pls. + 4 map.) PDF
- Révision du système des orthoptères et description des espèces rapportées. Genf, 1893 Archive
- Betrachtungen uber die Farbenpracht der Insekten. Lipcse, 1897 kArchive
- Die Insektenfamilie der Phasmiden. Vol. 2. Phasmidae Anareolatae (Clitumnini, Lonchodini, Bacunculini). pp. 181–340, pls. 7–15. Wilhelm Engelmann, Lipcse, 1907 Archive, online (PDF; 41,9 MB)

## Külső hivatkozások
- Gyűjtemény[halott link], Burgerbibliothek, Bern

## Fordítás
- Ez a szócikk részben vagy egészben  a   Carl Brunner von Wattenwyl című angol Wikipédia-szócikk ezen változatának fordításán alapul.  Az eredeti cikk szerkesztőit annak laptörténete sorolja fel. Ez a jelzés csupán a megfogalmazás eredetét és a szerzői jogokat jelzi, nem szolgál a cikkben szereplő információk forrásmegjelöléseként.
- Ez a szócikk részben vagy egészben  a   Karl Brunner-von Wattenwyl című német Wikipédia-szócikk ezen változatának fordításán alapul.  Az eredeti cikk szerkesztőit annak laptörténete sorolja fel. Ez a jelzés csupán a megfogalmazás eredetét és a szerzői jogokat jelzi, nem szolgál a cikkben szereplő információk forrásmegjelöléseként.

## Külső hivatkozások
- Internet Archive Révision du système des orthoptères et description des espèces rapportées